# 宁南黄土丘陵
宁南黄土丘陵是指宁夏南部的一片丘陵区域，位于麻黄山北，青龙山、罗山、烟筒山、香山之南，是黄土高原的一部分。包括葫芦河流域、清水河流域。该地区面积16081平方公里，海拔1700-2100米，地质灾害多发，农业生产力低下。气候属于中温带半干旱半湿润分区，植被覆盖中干草原的面积较大，也有草甸草原和荒漠草原。该丘陵区年均气温5-8℃，降水量300-500mm。每年6月-9月的降水占其中的大部分，暴雨在这时常常出现，尤其是7-8月。

## 地质地貌
宁南黄土丘陵区在地质构造上属于秦祁褶皱带的一部分，其构造运动多为大面积间歇抬升，沟壑众多。切割深度常在100米以上。其地面主要为黄土，在河谷、沟谷底部亦有露泥岩、砾岩、砂岩。它与陇中黄土丘陵一起是整个黄土高原上侵蚀程度最深的地区，其侵蚀地貌的形成主要依靠水流和重力。区内侵蚀模数常在10000吨/平方公里以上，少数地区超过30000吨/平方公里。沟间地的侵蚀模数往往低于沟谷，而其中的泥沙多来自沟谷。宁南黄土丘陵的坡度多为7-35度，滑坡经常发生。68.4%的坡耕地角度在7度以上。下坡的土壤不仅有雨水溅蚀，还有径流侵蚀，故而侵蚀程度更重。
该丘陵区地貌的主流是梁地（高原上出现的一种四周平坦的地貌）和峁（顶部浑圆、坡陡的土丘）。而彭阳县境内亦有少量塬地，该地貌呈台状，水流冲刷而成。葫芦河流域黄土堆积的基础是第三系红岩丘陵，有不少堰塞湖，是由滑坡体阻塞河道而形成。地形北高南低，发源地海拔1950米以上，梁峁为主的地形夹杂少量河谷川地。由于葫芦河支流众多，整个流域被切割得支离破碎。而清水河流域黄土自中新世开始堆积，其底部是远古的丘陵、山地、台地、准平原。

## 土壤、水资源与植被
宁南黄土丘陵区的黄土有时可达百米以上，其黄土颗粒主要是直径0.01-0.05mm的粗粉砂。这种黄土土质疏松，有明显垂直节理，土壤团聚力、胶结力均不能改抵抗该地区强有力的侵蚀和冲击。丘陵区的地下水矿化度大多大于3g/L，不宜饮用，也不宜用于农业灌溉。而丘陵区东部的“南部古脊梁”和牛首山一代的含水岩组主要为下古生界、震旦亚界灰岩，其中所含碳酸盐岩类裂隙岩溶水，水质较好，但埋藏很深。黄土丘陵区水土流失的情况十分严重，彭阳县、固原县中北部、西吉县和隆德县中西部、海原县和同心县中部皆为水土流失区。
除了天然的草被，丘陵区的主要人工植被有杏树、柠条、沙棘、苜蓿，多数种植在坡地上。为了防止水土流失，政府推行了退耕还林（草）政策。在这些人工植被的种植区，种苜蓿的土壤含水量最高，而土壤表层的有机质含量则是种沙棘的最高。黄绵土是丘陵区土质的主要成分，对它来说有机质是一种较好的胶结剂。